# Schoenoplectus carinatus
Schoenoplectus carinatus är en halvgräsart som först beskrevs av James Edward Smith, och fick sitt nu gällande namn av Eduard Palla. Schoenoplectus carinatus ingår i släktet sävsläktet, och familjen halvgräs. Inga underarter finns listade i Catalogue of Life.